# 9. ceremonia wręczenia Złotych Globów
9. ceremonia wręczenia Złotych Globów odbyła się 21 lutego 1952 roku w klubie Ciro w Los Angeles.

## Laureaci i nominowani
Laureaci nagród wyróżnieni są wytłuszczeniem

### Najlepszy film dramatyczny
- Miejsce pod słońcem
- Bright Victory
- Opowieści o detektywie
- Quo Vadis
- Tramwaj zwany pożądaniem

### Najlepszy film komediowy lub musical
- Amerykanin w Paryżu

### Najlepsza aktorka w filmie dramatycznym
- Jane Wyman – The Blue Veil
- Shelley Winters – Miejsce pod słońcem
- Vivien Leigh – Tramwaj zwany pożądaniem

### Najlepsza aktorka w filmie komediowym lub musicalu
- June Allyson – Too Young to Kiss

### Najlepszy aktor w filmie dramatycznym
- Fredric March – Śmierć komiwojażera
- Arthur Kennedy – Bright Victory
- Kirk Douglas – Opowieści o detektywie

### Najlepszy aktor w filmie komediowym lub musicalu
- Danny Kaye – On the Riviera
- Gene Kelly – Amerykanin w Paryżu
- Bing Crosby – Przybywa narzeczony

### Najlepsza aktorka drugoplanowa
- Kim Hunter – Tramwaj zwany pożądaniem
- Lee Grant – Opowieści o detektywie
- Thelma Ritter – The Mating Season

### Najlepszy aktor drugoplanowy
- Peter Ustinov – Quo Vadis

### Najlepszy reżyser
- László Benedek – Śmierć komiwojażera
- Vincente Minnelli – Amerykanin w Paryżu
- George Stevens – Miejsce pod słońcem

### Najlepszy scenariusz
- Robert Buckner – Bright Victory

### Najlepsza muzyka
- Victor Young – Wrześniowa przygoda
- Bernard Herrmann – Dzień, w którym zatrzymała się Ziemia
- Dimitri Tiomkin – The Well

### Najlepsze czarno-białe zdjęcia
- Franz Planer – Śmierć komiwojażera
- Franz Planer – Decyzja przed świtem
- William C. Mellor – Miejsce pod słońcem

### Najlepsze kolorowe zdjęcia
- Robert Surtees, William V. Skall – Quo vadis

### Najlepszy kobiecy debiut
- Pier Angeli – Teresa

### Najlepszy męski debiut
- Kevin McCarthy – Śmierć komiwojażera

### Najlepszy film promujący międzynarodowe zrozumienie
- Dzień, w którym zatrzymała się Ziemia

### Nagroda Henrietty
- Esther Williams

### Nagroda im. Cecila DeMille za całokształt twórczości
- Cecil B. DeMille

### Nagroda Specjalna
- Alain Resnais